# 에어 아라비아 이집트
에어 아라비아 이집트(영어: Air Arabia Egypt)는 이집트의 저비용 항공사로 에어 아라비아가 소유하고 있다. 보르그 엘 아랍 국제공항이 허브 공항으로 2009년에 설립되어 2010년에 최초로 취항했다.

## 보유 기종
- 2012년 8월 기준으로 에어 아라비아 이집트는 다음과 같은 기종을 보유하고 있으며 현재 대부분의 항공기는 에어 아라비아 항공기로 운항하고 있다.